# Dilophus similis
Dilophus similis är en tvåvingeart som beskrevs av Camillo Rondani 1868. Dilophus similis ingår i släktet Dilophus och familjen hårmyggor. Inga underarter finns listade i Catalogue of Life.